# 小行星6765
小行星6765（6765 Fibonacci）是一颗绕太阳运转的小行星，为主小行星带小行星。该小行星于1982年1月发现。

## 轨道参数
小行星6765的轨道半长轴为2.2984927 UA，离心率为0.153。